# Kohlenfisch
Der Kohlenfisch (Anoplopoma fimbria), als Speisefisch auch Black Cod, ist eine von zwei Fischarten aus der Familie der Skilfische (Anoplopomatidae) und die einzige Art der Gattung Anoplopoma.

## Merkmale
Kohlenfische werden maximal 1,20 Meter lang, können über 50 kg schwer werden und erreichen ein Alter von über 100 Jahren. Sie haben einen langgestreckten Körper mit zwei durch eine deutliche Lücke voneinander getrennten Rückenflossen. Die Afterflosse ist symmetrisch zur zweiten Rückenflosse. Ihr Körper ist von kleinen, leicht ctenoiden Schuppen bedeckt. Jungfische unter einer Länge von 15 cm sind blau-schwarz auf der Oberseite und weiß auf der Bauchseite. Tiere mit einer Länge zwischen 30 und 60 cm sind oft grünlich, mit einem Streifenmuster auf der Rückenseite. Ausgewachsene Fische sind oberseits schwärzlich (Name) oder grüngrau, mit einigen helleren Flecken, und auf der Bauchseite heller. Es gibt auch abweichende Farben, rein gelbliche Tiere oder Albinos.
- Flossenformel: Dorsale IXX–XXVII/16–20, Anale III/15–19.

## Habitat, Verbreitung und Lebensgewohnheiten
Der Kohlenfisch ist über den gesamten Nordpazifik von Japan über die Beringsee und Alaska bis zum mittleren Baja California und der Isla de Cedros verbreitet. Sein Habitat sind schlammige Meeresböden in 300 bis 2700 Metern Tiefe. Kohlenfische ernähren sich räuberisch von kleineren Fischen, Krill, Quallen und Kopffüßern.

## Nutzung
Der Kohlenfisch ist in Japan ein begehrter Speisefisch, sein Fleisch hat einen hohen Gehalt an langkettigen Omega-3-Fettsäuren (EPA und DHA). Beim Fang werden oft Pottwale angelockt, die von den Leinen fressen.